# كيم بيوي
كيم بيوي (بالألمانية: Kim Bui)‏ هي لاعبة جمباز فني ألمانية، ولدت في 20 يناير 1989 في توبينغن في ألمانيا.

## معرض صور

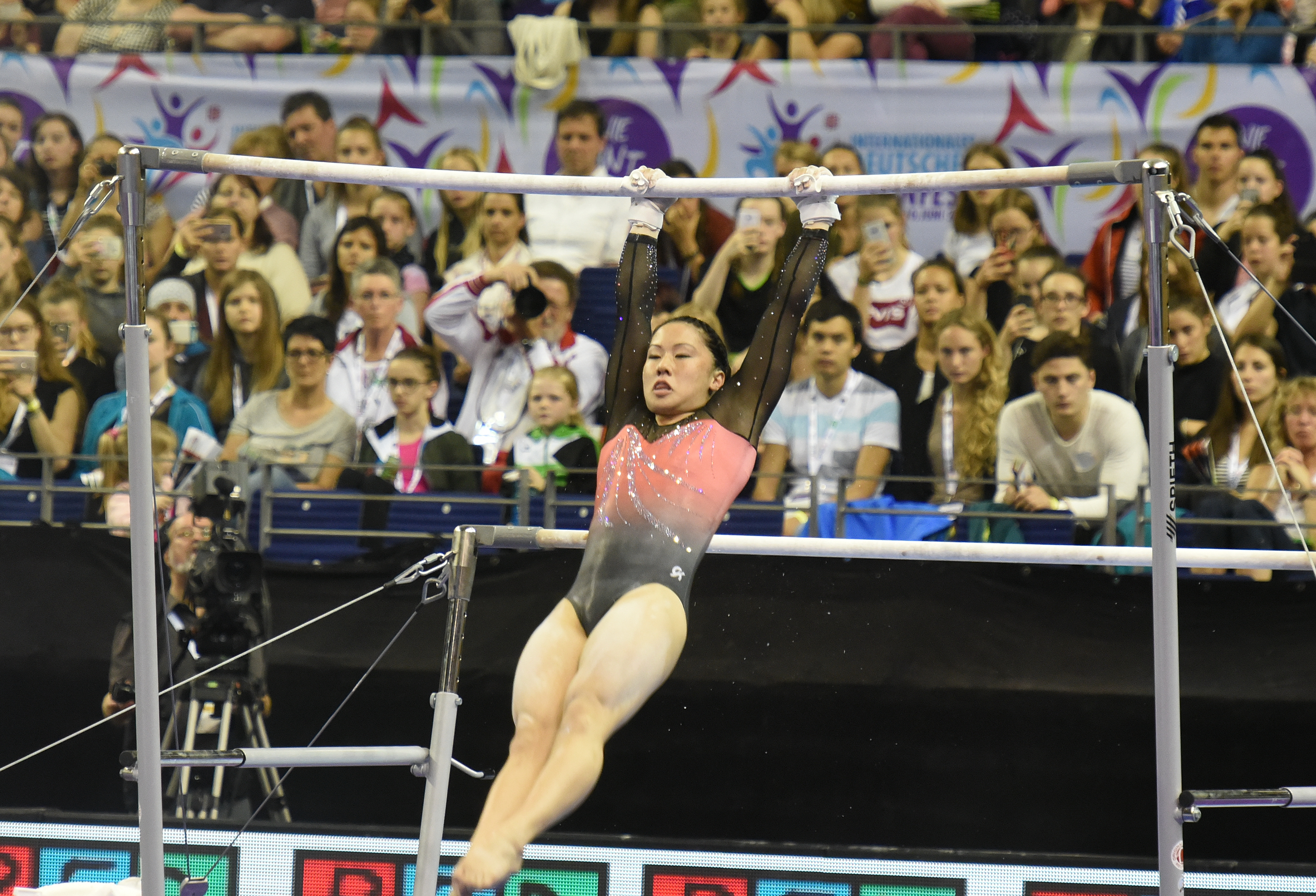
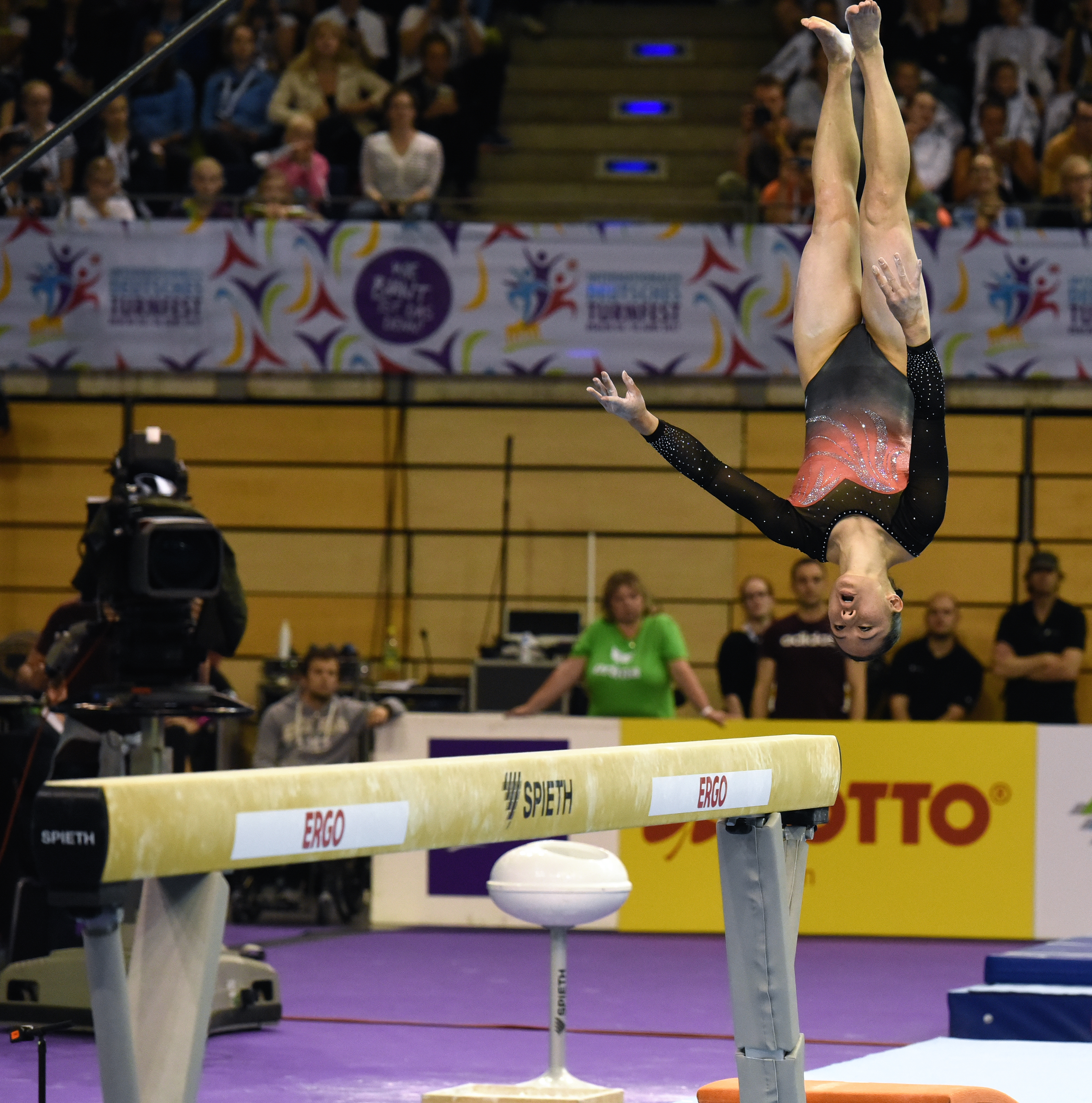
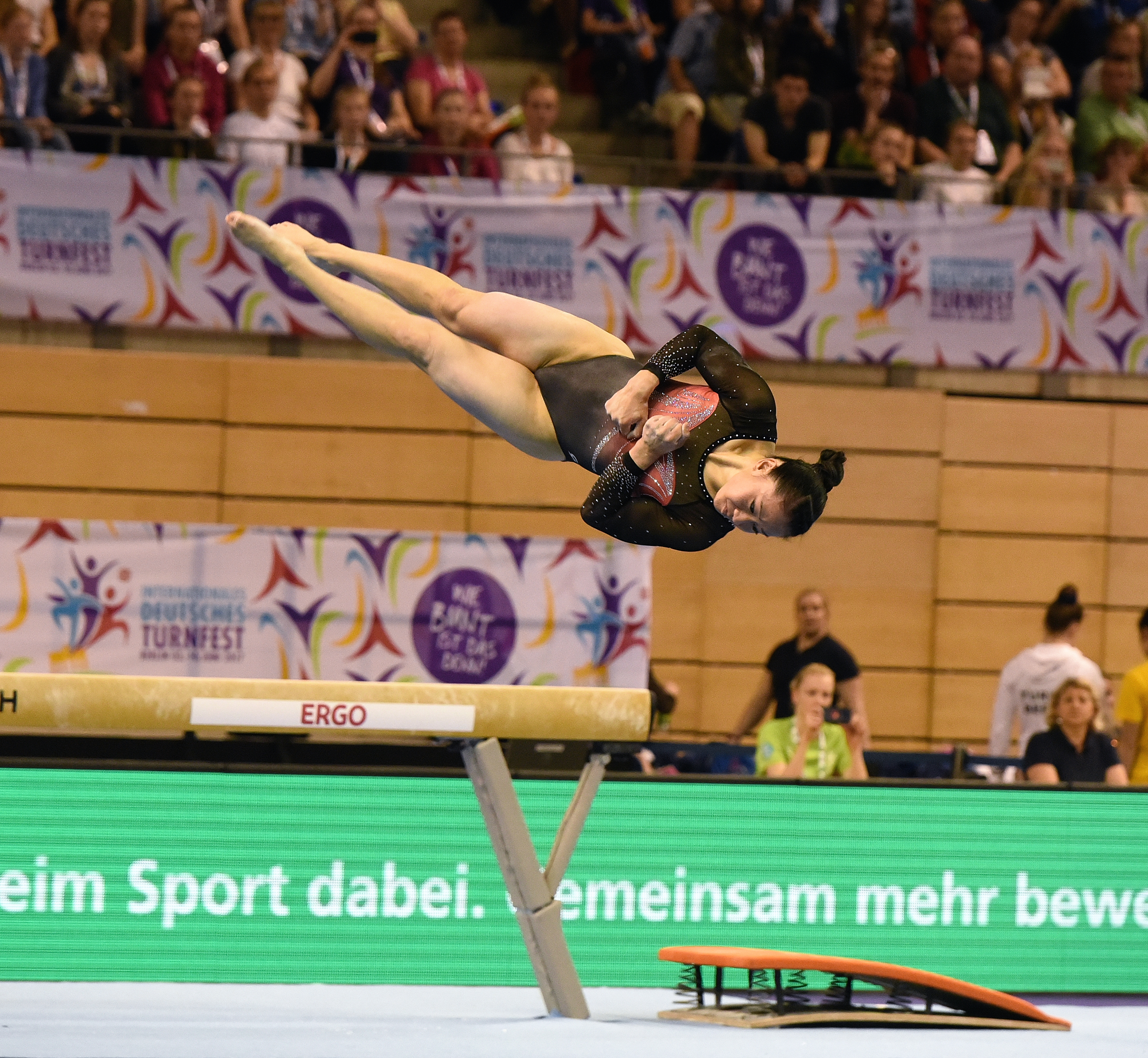
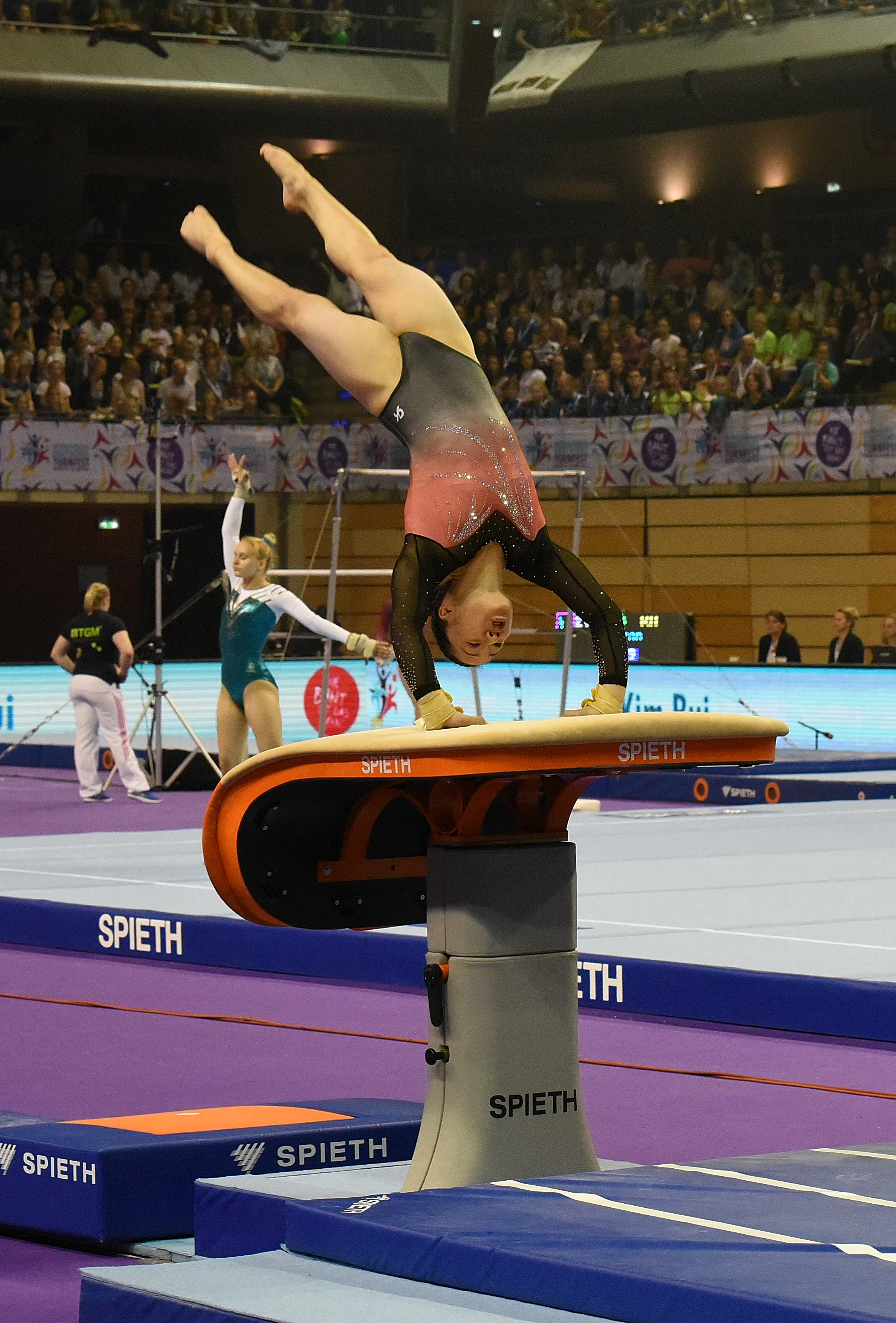
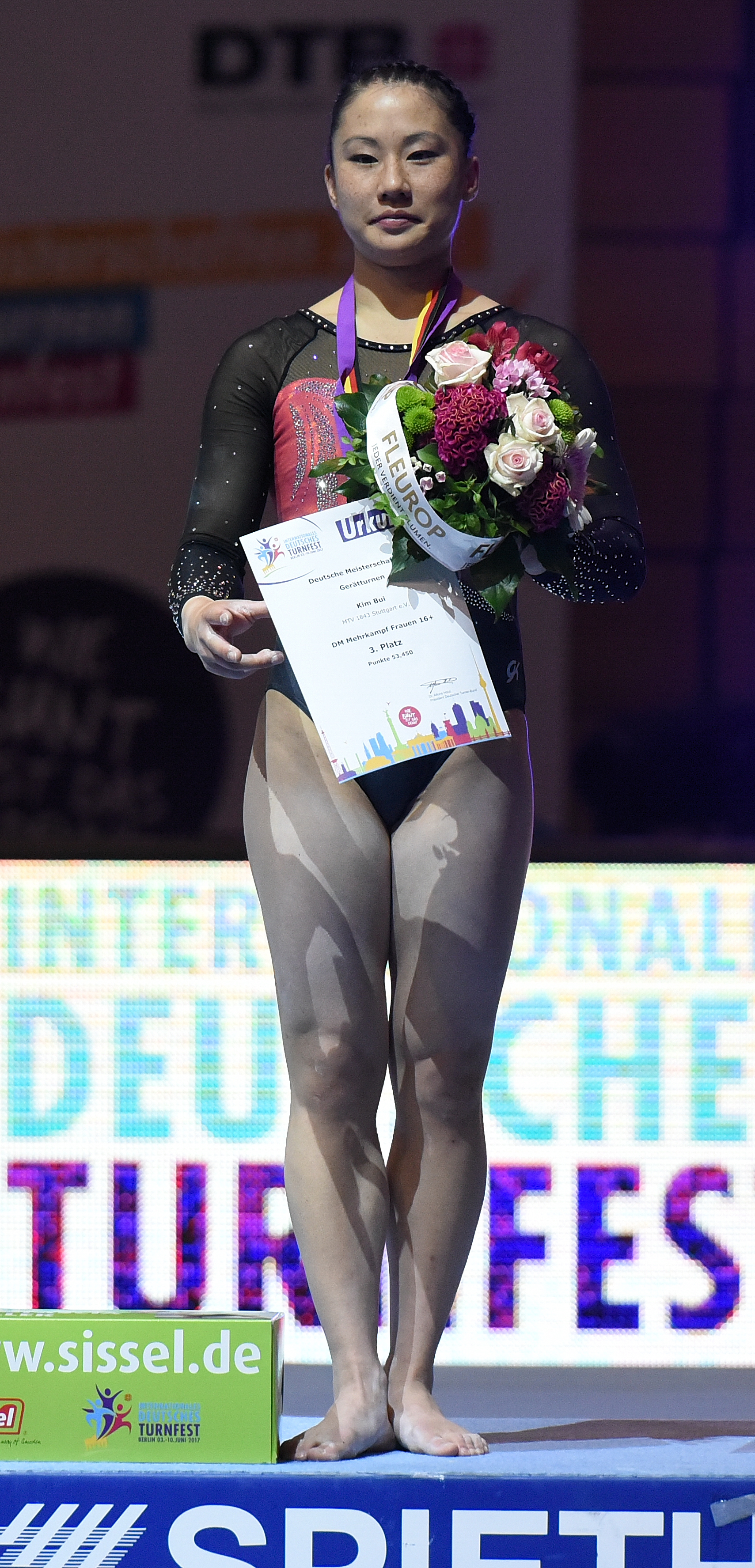

## وصلات خارجية
- كيم بيوي على موقع الاتحاد الدولي للجمباز (licence) (الإنجليزية)
- كيم بيوي على موقع الاتحاد الدولي للجمباز (biography) (الإنجليزية)
- كيم بيوي على موقع اللجنة الأولمبية الدولية (الإنجليزية)
- كيم بيوي على موقع أوليمبيديا (الإنجليزية)
- كيم بيوي على موقع اللجنة الأولمبية الألمانية (الألمانية)